# سوری گیلپین

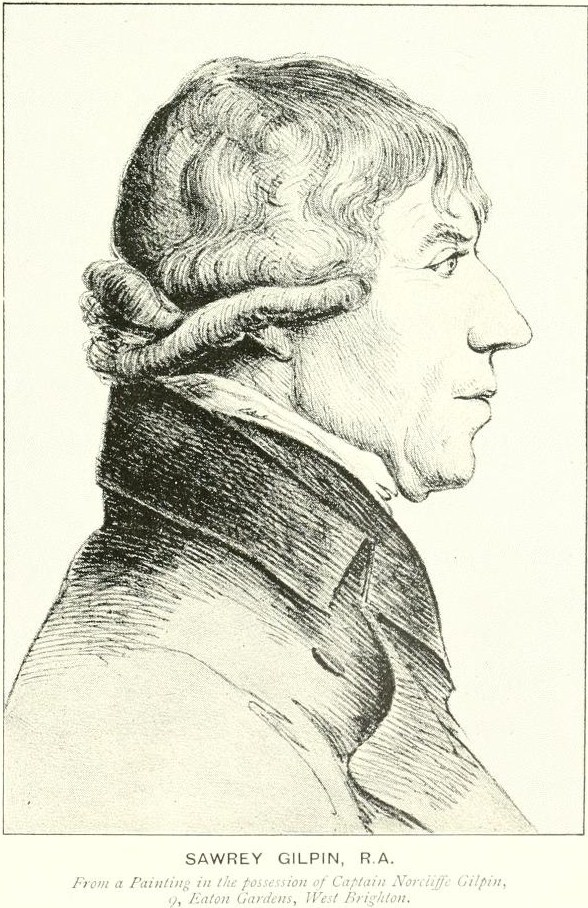
پرتره گیلپین (حکاکی توسط ویلیام دانیل پس از جرج رقص)

ساوری گیلپین (به انگلیسی: Sawrey Gilpin) (زاده ۳۰ اکتبر ۱۷۳۳ – درگذشته ۸ مارس ۱۸۰۷) نقاش انگلیسی بود که در نقاشی حیوانات به خصوص اسب و صحنه‌های ورزشی تبحر داشت. او به عضویت آکادمی سلطنتی پذیرفته شده بود. پرده‌های او را می‌توان از نخستین نمونه‌های نقاشی رمانتیک به‌شمار آورد.